# Jorginho Putinatti
Pour les articles homonymes, voir Jorginho.
Jorge Antônio Putinatti dit Jorginho Putinatti est un footballeur brésilien né le 23 août 1959 à Marília.